# Фронт (фильм)
«Фронт» — чёрно-белый военный художественный фильм, снятый режиссёрами братьями Васильевыми в условиях эвакуации во время Великой Отечественной войны на Центральной Объединённой киностудии художественных фильмов (ЦОКС) в 1943 году по одноимённой пьесе Александра Корнейчука.
Пьеса «Фронт» была написана Корнейчуком по личному указанию и с правкой И. В. Сталина.
Съёмки проводились в городе Алма-Ата. Премьера фильма состоялась 27 декабря 1943 года.
Фильм был восстановлен и переозвучен в 1975 году.

## Сюжет
Фильм повествует о противостоянии двух главных героев — генералов Красной Армии Горлова и Огнёва, представителей старого и молодого, о необходимости смены поколений на высших командных должностях РККА.
Командующий фронтом Горлов — военачальник, прошедший гражданскую войну, неспособный применять в борьбе с фашистами новые методы ведения боя, что приводит к гибели огромного количества советских солдат и офицеров. Ему противостоит генерал Огнёв — олицетворение мужества, ума, силы духа и военной выдержки.

## В ролях
- Борис Жуковский — Горлов Иван, командующий фронтом
- Борис Бабочкин — Огнёв, командующий армией
- Павел Герага — Колос, командир кавгруппы
- Борис Дмоховский — Благонравов, начальник штаба фронта
- Василий Ванин — Хрипун, начальник связи фронта
- Борис Чирков — Удивительный, начразведотдела штаба фронта
- Лев Свердлин — Гайдар, член Военного совета
- Павел Волков — Горлов Мирон, директор авиазавода
- Николай Крючков — Горлов Сергей, гвардии лейтенант
- Борис Блинов — Остапенко, гвардии сержант
- Мария Пастухова — Маруся, санитарка